# Hydrophobizitätsskala
Hydrophobizitätsskalen, Hydrophobizität und Hydropathie beschreiben in der Biochemie das Ausmaß des hydrophoben Effekts bei Molekülen. Mit zunehmender Hydrophobizität werden sie als hydrophil, amphiphil oder hydrophob bezeichnet.

## Eigenschaften
Die Hydrophobizität von niedermolekularen Verbindungen (small molecules) wird durch den Oktanol-Wasser-Verteilungskoeffizient beschrieben. Die Reihung der Werte beschreibt die Hydrophobizität wie folgt: von negativ (hydrophil), über Null (neutral), bis positiv (hydrophob).
Auch für Nukleinbasen wurde die jeweilige Hydrophobizität ermittelt.

## Hydrophobizitätsskalen von Proteinen
In Proteinen kommen sowohl hydrophile als auch hydrophobe Aminosäuren als Polymer vor. Eine Häufung hydrophober Aminosäuren in Folge deutet auf ihr Vorkommen im Inneren eines Proteins oder auf eine Transmembrandomäne hin. Es existieren verschiedene Skalen für die Hydrophobizität (auch Hydropathischer Index, Hydrophobizitätsindex) von Aminosäuren in Proteinen, die als hydropathische Indices (im Singular: hydropathischer Index) oder Hydrophobizitätsskalen bezeichnet werden. In einigen Skalen ist Cystein als hydrophobste Aminosäure definiert, weil diese Methoden von der Aufenthaltswahrscheinlichkeiten der jeweiligen Aminosäuren an der Oberfläche eines Proteins ausgehen und Disulfidbrücken kaum an der Proteinoberfläche vorkommen. Die verschiedenen Skalen lassen sich in fünf Kategorien einteilen.
Die JTT2 scale gibt ein Verhältnis an, das sich aus der Häufigkeit, mit der die Aminosäure in den Transmembranesegmenten auftritt, geteilt durch die Häufigkeit der Aminosäure in einer großen Menge Proteine. Daneben gibt es die Gunnar von Heijne scale, die Kyte and Doolittle scale, die Wimley-White scale, die aWW scale, die Eisenberg consensus scale, und die Engelman-Steitz scale.
| R    | K    | D     | Q     | N     | E     | H     | S     | T     | P    | Y    | C    | G    | A    | M    | W    | L   | V   | F   | I   |
| ---- | ---- | ----- | ----- | ----- | ----- | ----- | ----- | ----- | ---- | ---- | ---- | ---- | ---- | ---- | ---- | --- | --- | --- | --- |
| -2.5 | -1.5 | -0.90 | -0.85 | -0.78 | -0.74 | -0.40 | -0.18 | -0.05 | 0.12 | 0.26 | 0.29 | 0.48 | 0.62 | 0.64 | 0.81 | 1.1 | 1.1 | 1.2 | 1.4 |

| R    | K    | N    | D    | Q    | E    | H    | P    | Y    | W    | S    | T    | G    | A   | M   | C   | F   | L   | V   | I   |
| ---- | ---- | ---- | ---- | ---- | ---- | ---- | ---- | ---- | ---- | ---- | ---- | ---- | --- | --- | --- | --- | --- | --- | --- |
| -4.5 | -3.9 | -3.5 | -3.5 | -3.5 | -3.5 | -3.2 | -1.6 | -1.3 | -0.9 | -0.8 | -0.7 | -0.4 | 1.8 | 1.9 | 2.5 | 2.8 | 3.8 | 4.2 | 4.5 |